# Emil Zegadłowicz
Emil Zegadłowicz (n. 20 iulie 1888, Bielsko-Biała - d. 24 februarie 1941, Sosnowiec) a fost un poet polonez, prozator, dramaturg expresionist și traducător. A activat fiind membru al grupării literare regionale Czartak.

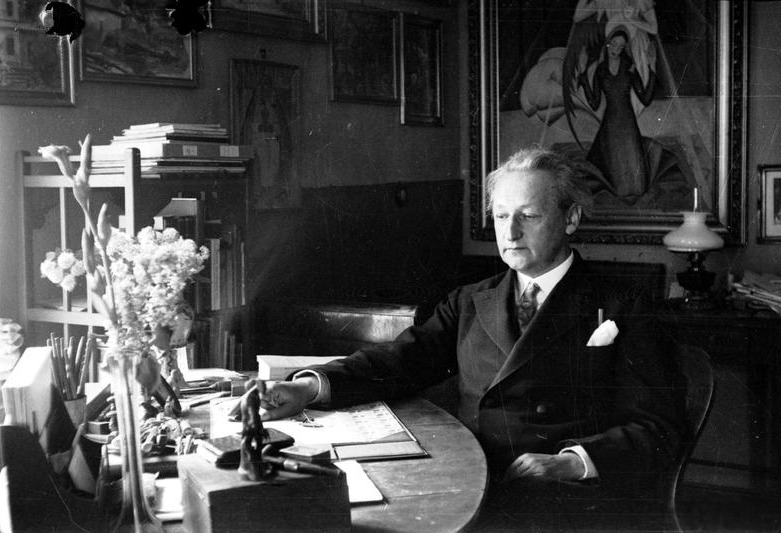
Zegadłowicz la 25 de ani de activitate ca scriitor, Gorzeń Górny, iunie 1933

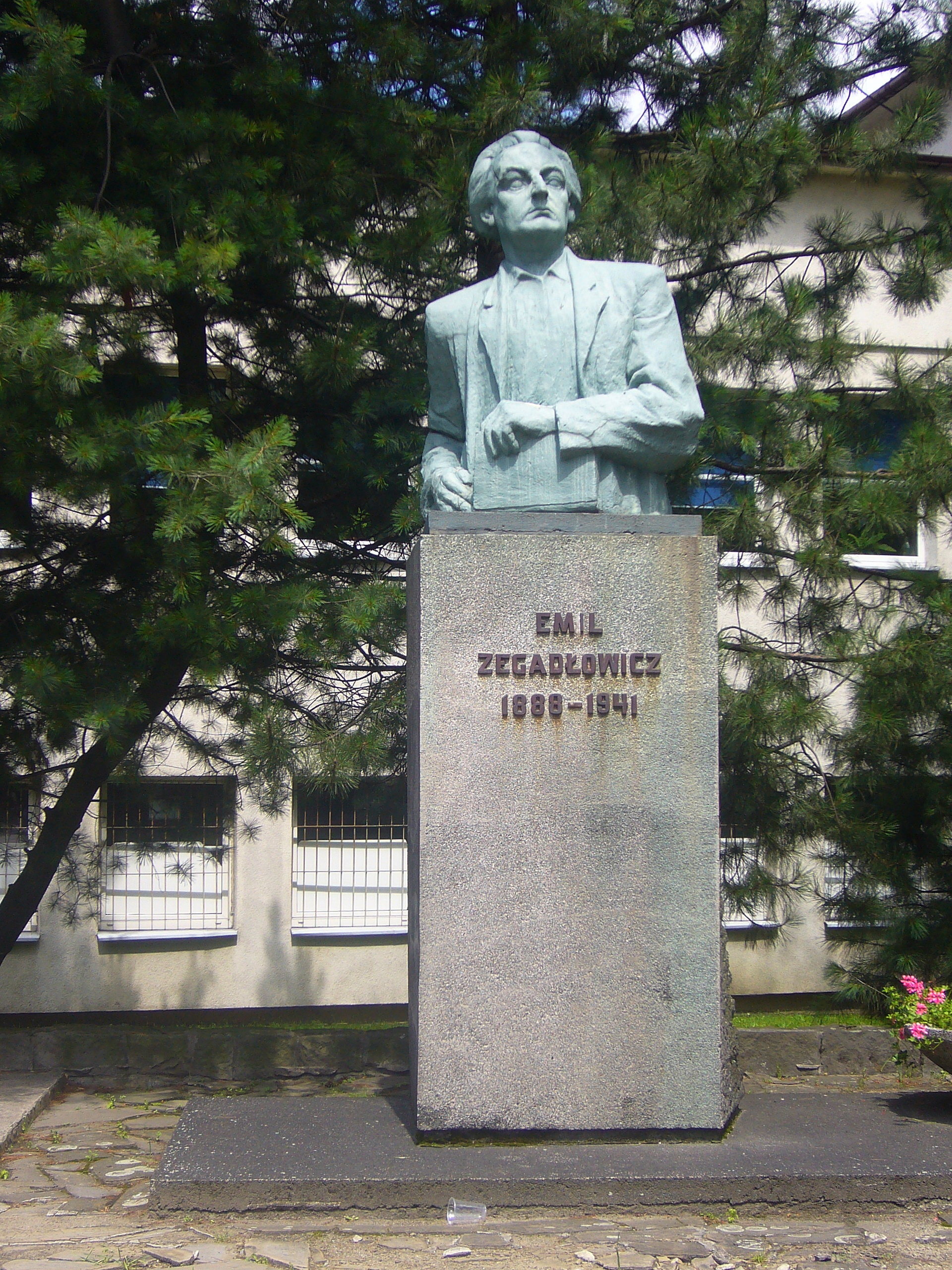
Monumentul lui Emil Zegadłowicz în Wadowice

## Publicații literare

### Poezii
- Drogą życia, 1908;
- Nad rzeką, 1910;
- Powrót, 1911;
- Imagines, 1918;
- Odejście Ralfa Moora, 1919;
- Ballady, 1920;
- U dnia, którego nie znam, stoję bram: poema symfoniczne, 1921;
- Powsinogi beskidzkie, 1923;
- Kolędziołki beskidzkie, 1923;
- Przyjdź królestwo Twoje, 1923;
- Zielone Święta: poezje i medytacje, 1923;
- Wielka nowina w Beskidzie, 1923;
- Kantyczka rosista, 1924;
- Gody pasterskie w beskidzie: ,,Wielskiej Nowiny" część wtóra, 1925;
- Krąg, 1926;
- Dom jałowcowy: poezje 1920-1926, 1927;
- Siedem pieśni zgrzebnych o Janie Kasprowiczu, 1927;
- Dziewanny: poemat, 1927;
- Dziewanny, księga 2-ga : Zmysły, 1927;
- Rezurekcje, 1927;
- Ballada o świątkarzu, 1928;
- Flora, Caritas, Sofia: posągi i poezje, 1928;
- Widma wskazówek: elegie, 1928;
- Do Jana Kuglina w Poznaniu ul. Sew. Mielżyńskiego 24, 1929;
- Dziesięć ballad o powsinogach beskidzkich, 1929;
- Głośniki płonące, 1929;
- Zegar słoneczny w chińskim ogrodzie, 1929;
- Chleb i wino, 1930;
- Duma o obronie Sigetu, 1932;
- Pieśń o Śląsku, 1933;
- Światła w okopach, 1933;
- Podsłuchy, 1933;
- Czarny dzień, 1935.

### Proză
- Seria Żywot Mikołaja Srebrempisanego
  - Godzina przed jutrznią, 1927;
  - Z pod młyńskich kamieni, 1928;
  - Cień nad falami, 1929;
  - Zmory, 1935.